# Караґуата
Караґуата (ісп. Arroyo Caraguatá) — річка в Уругваї, що перетинає департаменти Ривера і Такуарембо, які належать до басейну річки Уругвай. Назва річки походить від назви місцевої рослини.
Вона починається в гряді Де-лос-Терос-Бланкос, і впадає в річку Такуарембо, після того, як долає близько 120 км. Її основними притоками є Банадо-де-лос-Тинко-Саусес та Коронил.
Це найдовша ріка Уругваю, що повністю знаходиться на території цієї країни.